# Carolin Nordmeyer
Carolin Nordmeyer (* 21. Mai 1975 in Freiburg im Breisgau) ist eine deutsche Dirigentin, Korrepetitorin und Musikpädagogin.

## Leben
Carolin Nordmeyer dirigierte bereits während ihrer Schulzeit kleinere Ensembles und organisierte Projekte und Aufführungen.
Nach dem Abitur begann sie Horn an der Musikhochschule Detmold zu studieren. Zusätzlich begann sie ein Dirigierstudium mit dem Hauptfach Klavier. Ein Studienjahr als Stipendiatin am Conservatoire Nationale Supérieur de Musique de Paris folgte.
Noch im Studium erhielt sie eine Anstellung am Theater Bielefeld als Kapellmeisterin und Korrepetitorin. 2009 – 2017 war sie am Theater Augsburg als Zweite Kapellmeisterin und Assistentin des GMD angestellt. im Anschluss wurde sie Dozentin am Leopold-Mozart-Zentrum der Universität Augsburg.
Seit 2012 ist sie die Dirigentin des Akademischen Sinfonieorchesters München. 2018 übernahm sie die Leitung des Schwäbisches Jugendsinfonieorchesters, einem Auswahlorchester im bayerischen Bezirk Schwaben. Daneben leitet sie das Schulorchester des Gymnasiums St. Anna Augsburg.
Carolin Nordmeyer ist mit einem Physiker verheiratet und hat drei Kinder.

## Dirigate (Auswahl)
- Christoph Willibald Gluck: Orfeo ed Euridice
- Humperdinck: Hänsel und Gretel
- Franz Lehár: Lustige Witwe
- Wolfgang Amadeus Mozart: Die Entführung aus dem Serail
- Rossini: Il viaggio á Reims
- Scarlatti: Griselda
- Strawinsky: Le Sacre du Printemps
- Giuseppe Verdi: Un ballo in maschera
- Weber: Der Freischütz